# Minto (Ontario)
Pour les articles homonymes, voir Minto.
Minto est une ville du comté de Wellington en Ontario.
Sa population était de 8 671 habitants en 2016.
Son nom vient de Gilbert Elliot-Murray-Kynynmound, gouverneur général du Canada et comte de Minto.